# Allium turcomanicum
Allium turcomanicum är en amaryllisväxtart som beskrevs av Eduard August von Regel. Allium turcomanicum ingår i släktet lökar, och familjen amaryllisväxter. Inga underarter finns listade i Catalogue of Life.